# Kolonia Wypnicha
Kolonia Wypnicha – nieoficjalna kolonia wsi Wypnicha, w Polsce, w województwie lubelskim, w powiecie lubartowskim, w gminie Michów. Nie posiada sołtysa, należy do sołectwa Wypnicha.
Miejscowość nie figuruje w spisach urzędowych w systemie TERYT; zapisano wstępnie jej nazwę własną – jak w osnowie, bez nazwy obocznej. Statut dla tego obiektu geograficznego to niestandaryzowana kolonia wsi Wypnicha.
W latach 1975–1998 miejscowość administracyjnie należała do województwa lubelskiego.